# Ashley Crow
Ashley Diane Crow (* 25. August 1960 in Birmingham, Alabama) ist eine US-amerikanische Schauspielerin, bekannt durch ihre Rolle in der Serie Heroes.

## Leben und Karriere
Ashley Crow besuchte die University of Alabama und studierte dann 1982 an der Auburn University. Sie ist ein Schwestercollege der Alpha Omicron Pi Sorority an der Auburn University. Crow erschien zuerst in einer kleinen Rolle in der US-Seifenoper Guiding Light in den 1980er Jahren, gefolgt von einer längeren Rolle als Beatrice McKechnie in Jung und Leidenschaftlich – Wie das Leben so spielt. Später war sie neben Parker Stevenson der Co-Star in der kurzlebigen Science-Fiction-Serie Probe. Seitdem hatte sie Gastauftritte in verschiedenen Fernsehserien, unter anderem Dark Angel, Alle lieben Raymond, Ein Hauch von Himmel, Party of Five und The Mentalist. Außerdem hatte sie als Sandra Bennet eine wiederkehrende Rolle in der Serie Heroes, in der sie die Ehefrau von Noah Bennet (Jack Coleman) spielte. Unter anderem spielte sie in Filmen wie Minority Report, Little Big Boss und The Good Son eine Rolle.
Crows erster Ehemann war der Schauspieler Bill Shanks, der ebenfalls Schauspieler in As The World Turns war. Sie ließen sich 1993 scheiden. Crow ist nun mit dem Heroes-Darsteller Matthew John Armstrong, der die Rolle des Ted Sprague spielte verheiratet. Von September 2011 bis Mai spielte sie eine Hauptrolle als Jane Blake, Cassies Großmutter, in der Fernsehserie The Secret Circle. Ihr 2002 geborener Sohn Pete Crow-Armstrong ist Baseballspieler und wurde im MLB Draft 2020 in der ersten Runde von den New York Mets ausgewählt.

## Filmografie (Auswahl)

### Filme
- 1990: Der tiefe Sumpf des Südens (Blue Bayou, Fernsehfilm)
- 1990: Die Verschwörung (Kojak: None So Blind, Fernsehfilm)
- 1990: Christmas in America (Fernsehfilm)
- 1991: Final Verdict – Berufung ausgeschlossen (Final Verdict, Fernsehfilm)
- 1993: Das zweite Gesicht (The Good Son)
- 1993: Die Schwester in der Todeszelle (Final Appeal, Fernsehfilm)
- 1994: Little Big Boss (Little Big League)
- 1994: Ich kämpfe um mein Kind (Because Mommy Works, Fernsehfilm)
- 1995: Deception – Tödliche Täuschung (True Crime)
- 1996: Nur die Hoffnung zählt (Never Give Up: The Jimmy V Story, Fernsehfilm)
- 1996: Mörder der Engel (Dark Angel, Fernsehfilm)
- 1999: Was bleibt mir übrig… (Silk Hope, Fernsehfilm)
- 1999: The Cracker Man
- 2000: Going Home (Fernsehfilm)
- 2002: Minority Report
- 2014: Cake
- 2015: Little Paradise
- 2016: The Remains

### Serien
- 1986–1987: Jung und Leidenschaftlich – Wie das Leben so spielt (As the World Turns, Fernsehserie, 21 Folgen)
- 1987: Der Equalizer (The Equalizer, Fernsehserie, Folge 3x04)
- 1988: Probe (Fernsehserie, 7 Folgen)
- 1991: Das Schicksal der Jackie O. (A Woman Named Jackie, Miniserie, 3 Folgen)
- 1991: Law & Order (Fernsehserie, Folge 2x09)
- 1992: Middle Ages (Fernsehserie, 4 Folgen)
- 1996: Ein Hauch von Himmel (Touched by an Angel, Fernsehserie, Folge 3x07)
- 1996: Allein gegen die Zukunft (Early Edition, Fernsehserie, Folge 1x08)
- 1996: Champs (Fernsehserie, 12 Folgen)
- 1997: Moloney (Fernsehserie, Folge 1x16)
- 1999: Immer wieder Fitz (Cracker, Fernsehserie, Folge 1x13)
- 1999: Turks (Fernsehserie, 13 Folgen)
- 1999: Alle lieben Raymond (Everybody Loves Raymond, Fernsehserie, Folge 4x06)
- 2000: Frauenpower (Family Law, Fernsehserie, Folge 1x14)
- 2000: Party of Five (Fernsehserie, Folge 6x23)
- 2001: Dark Angel (Fernsehserie, Folge 1x14)
- 2002: Strong Medicine: Zwei Ärztinnen wie Feuer und Eis (Strong Medicine, Fernsehserie, Folge 3x06)
- 2003: Polizeibericht Los Angeles (L.A. Dragnet, Fernsehserie, Folge 1x01)
- 2004: Nip/Tuck – Schönheit hat ihren Preis (Nip/Tuck, Fernsehserie, Folge 2x05)
- 2004: American Dreams (Fernsehserie, 4 Folgen)
- 2009: The Mentalist (Fernsehserie, Folge 1x22)
- 2006–2010: Heroes (Fernsehserie, 41 Folgen)
- 2010: In Plain Sight – In der Schusslinie (In Plain Sight, Fernsehserie, Folge 3x06)
- 2010: Grey’s Anatomy: Die jungen Ärzte (Grey’s Anatomy, Fernsehserie, Folge 7x02)
- 2011–2012: The Secret Circle (Fernsehserie, 11 Folgen)
- 2014: Supernatural: Zur Hölle mit dem Bösen (Supernatural, Fernsehserie, Folge 9x19)